# Бой у Хэд-оф-Пасса
Бой у Хед-оф-Пасса (англ. Battle of Head of Passes) — морское сражение во время Гражданской войны в США. Примечателен тем, что впервые в войне был использован бронированный корабль, а также тем, что в бою не было никаких потерь в живой силе у обеих сторон.

## Предыстория
Военно-морские силы федералистов блокировали устье Миссисипи весной 1861 года, осуществляя план блокады мятежных штатов. Эта блокада особенно болезненно воспринималась жителями Нового Орлеана, одного из крупнейших городов Конфедерации, поскольку полностью расстраивала его экономику. Однако боевым кораблям северян сепаратисты могли предоставить только т. н. «москитный флот», созданный из переоборудованных речных судов, и имевший невысокую боеспособность. Ситуация несколько изменилась, когда в распоряжении южан появился корабль «Manassas», переоборудованный из ледокола. Его вооружение составляло всего одно орудие, но преимуществом «Manassas» была его конструкция — очень низкая посадка вместе с бронированным корпусом делали его очень трудной мишенью для противника. 12 октября 1861 года командующий «москитным флотом» южан Джордж Холлинс повел свои корабли к Хед-оф-Пассу.

## Соотношение сил
В состав флотилии южан кроме «Манассаса» входили шесть речных судов, переоборудованных под военные и три брандера. Эскадра северян включала три военных паровых шлюпа, одну шхуну и одну канонерскую лодку. Командовал ей Джон Поуп, находившийся на шлюпе «Richmond». Преимущество в количестве орудий и качестве кораблей было за северянами. Южане надеялись на «Манассас» и брандеры.

## Бой

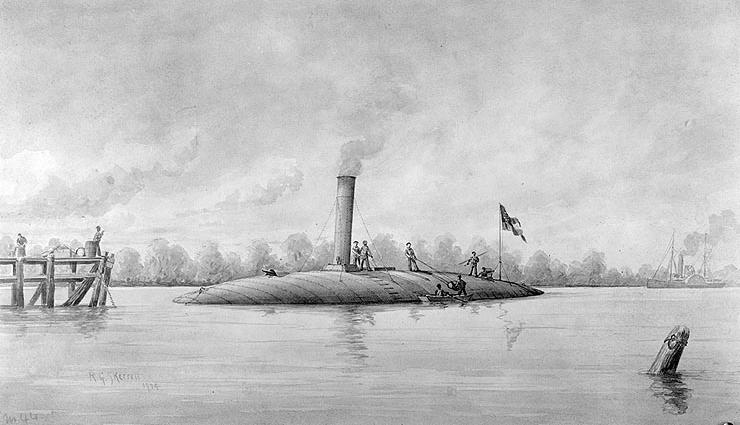
Броненосный таран «Манассас»; иллюстрация 1904 года, изображающая корабль с одной трубой (что, вероятно, неверно)

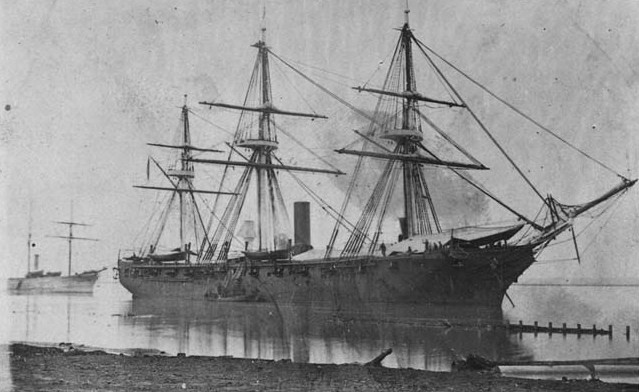
Деревянный пароход «Richmond» в Батон-Руже, Луизиана, 1863

Приближающийся «Manassas» был замечен со шлюпа «Preble», который поднял сигнал тревоги. По замыслу Джорджа Холлинса, Manassas должен был таранным ударом вывести из строя крупнейший корабль северян — «Richmond», а брандеры, которые корабли «москитного флота» вели на буксире следом, атаковать оставшиеся корабли северян. Однако, хотя «Manassas» и сумел нанести удар, этот удар не вывел «Richmond» из строя. Огнём с кораблей северян был поврежден один из двигателей «Manassas», что резко снизило его скорость и маневренность, в результате корабль сел на мель. На мели оказались и брандеры южан. Дальнейший бой свелся к перестрелке между кораблями южан и северян, три из которых в результате неудачных манёвров также сели на мель. Южанам удалось нанести несколько повреждений кораблям северян, оставаясь нетронутыми благодаря быстрому маневрированию. Однако Джордж Холлинс счел, что дальнейший бой бесполезен ввиду сокращения запаса угля и снарядов, и скомандовал отступать. «Manassas» был снят с мели и на буксире отведен в Новый Орлеан.
Между тем, северяне могли понести существенную потерю не от противника, а от некомпетентности собственных офицеров. Капитан севшего на мель шлюпа «Vincennes» ошибочно истолковал сигнал с «Richmond», решив, что эскадра уходит. Он запаниковал и приказал команде покинуть корабль, установив фитиль в складе боеприпасов, чтобы уничтожить корабль. Однако офицер, на которого был возложен этот приказ, сначала зажег фитиль, а после обрубил его. Крайне недовольный поведением командира «Vincennes» Поуп приказал экипажу вернуться на борт.
Потерь в живой силе (убитых или раненых) не было ни у одной стороны.

## Последствия
Вернувшись в новый Орлеан, Джордж Холлинс рапортовал о своей победе. Бой был расписан и приукрашен прессой Нового Орлеана, а затем и других городов Конфедерации. То, что полноценные боевые корабли северян вынуждены были отступить от речных пароходов конфедератов, и даже понесли некоторые повреждения, трактовалось как несомненный признак победы (единственный из кораблей южан, в который было произведено попадание, был сам «Манассас»). Но польза от этой победы была почти исключительно психологическая. Южане не сумели деблокировать Новый Орлеан, ни один из кораблей северян не был полностью выведен из строя. «Манассас» не оправдал надежд — несмотря на то, что он представлял собой действительно трудную мишень для противника, его низкая маневренность и слабое вооружение делали его неэффективным.
Напротив, командование северян было крайне недовольно действиями своих подчинённых. Хватало едких высказываний в адрес Поупа и других офицеров-федералистов. Флаг-офицер Мак-Кин отмечал «я сожалею, что вынужден говорить это, но чем больше я слышу и узнаю [о бое] тем более позорным мне все это кажется». Поуп и Хэнди (капитан шлюпа «Vincennes») были отстранены от командования.